# I. A třída Kraje Vysočina
I. A třída Kraje Vysočina tvoří společně s ostatními prvními A třídami šestou nejvyšší fotbalovou soutěž v České republice. Je řízena Krajským fotbalovým svazem Vysočina a rozdělena na skupiny A a B. Hraje se každý rok od léta do jara se zimní přestávkou, v obou skupinách se jí účastní 14 týmů z Kraje Vysočina, každý s každým hraje jednou na domácím hřišti a jednou na hřišti soupeře. Celkem se tedy hraje 26 kol. Vítězem se stává tým s nejvyšším počtem bodů v tabulce a postupuje do krajského přeboru Vysočiny. Poslední dva týmy sestupují do I. B třídy – skupiny A/B. Do I. A třídy Kraje Vysočina vždy postupuje vítěz I. B třídy – skupiny A/B.
- skupina A – hrají zde týmy z okresů Havlíčkův Brod, Pelhřimov (sever), Žďár nad Sázavou
- skupina B – hrají zde týmy z okresů Jihlava, Pelhřimov (jih), Třebíč

## Vítězové
Zdroje: 
Vítězové I. A třídy – skupiny A
- 2002/2003 – FC Chotěboř[3]
- 2003/2004 – SK FC Doubravník[4]
- 2004/2005 – FC Spartak Velká Bíteš
- 2005/2006 – TJ Slavoj TKZ Polná
- 2006/2007 – TJ Sapeli Polná
- 2007/2008 – FK Bohemia Světlá nad Sázavou
- 2008/2009 – TJ Slavoj Pacov
- 2009/2010 – FC Slavoj Žirovnice
- 2010/2011 – TJ Sapeli Polná
- 2011/2012 – FC Chotěboř
- 2012/2013 – FK Bohemia Světlá nad Sázavou
- 2013/2014 – TJ Dálnice Speřice
- 2014/2015 – FC Slovan Havlíčkův Brod „B“
- 2015/2016 – FK Kovofiniš Ledeč nad Sázavou
- 2016/2017 – TJ Sokol Košetice
- 2017/2018 – FC Slavoj Žirovnice
- 2018/2019 – TJ Sokol Bedřichov
- 2019/2020 – TJ Slovan Kamenice nad Lipou (neúplný ročník)
- 2020/2021 – TJ Slovan Kamenice nad Lipou (neúplný ročník)
- 2021/2022 – TJ Slovan Kamenice nad Lipou
- 2022/2023 – TJ Slavoj Pacov
- 2023/2024 –

Vítězové I. A třídy – skupiny B
- 2002/2003 – TJ Sokol Hartvíkovice[5]
- 2003/2004 – FC Velké Meziříčí[5]
- 2004/2005 – SK Huhtamaki Okříšky
- 2005/2006 – SK Moravské Budějovice
- 2006/2007 – 1. FC Jemnicko
- 2007/2008 – TJ Destrukce Jaroměřice nad Rokytnou
- 2008/2009 – FSC Stará Říše
- 2009/2010 – TJ Nová Ves u Nového Města na Moravě
- 2010/2011 – FC Čáslavice-Sádek
- 2011/2012 – FC Náměšť nad Oslavou-Vícenice
- 2012/2013 – SK Přibyslav
- 2013/2014 – FC ŽĎAS Žďár nad Sázavou „B“
- 2014/2015 – FC Velké Meziříčí „B“
- 2015/2016 – TJ Nová Ves u Nového Města na Moravě
- 2016/2017 – TJ Sokol Kouty
- 2017/2018 – FC Náměšť nad Oslavou-Vícenice
- 2018/2019 – TJ Sokol Šebkovice
- 2019/2020 – Počítky (neúplný ročník)
- 2020/2021 – Vrchovina B (neúplný ročník)
- 2021/2022 – Rapotice
- 2022/2023 – SK Fotbalová škola Třebíč
- 2023/2024 –